# 6574 Ґвішиані
6574 Ґвішиані (6574 Gvishiani) — астероїд головного поясу, відкритий 26 серпня 1976 року.
Тіссеранів параметр щодо Юпітера — 3,042.